# Aristolochia foveolata
Aristolochia foveolata är en piprankeväxtart som beskrevs av Elmer Drew Merrill. Aristolochia foveolata ingår i släktet piprankor, och familjen piprankeväxter. Inga underarter finns listade i Catalogue of Life.